# Benito Archundia
Benito Armando Archundia Téllez (21. ožujka 1966.) je meksički nogometni sudac.

## Karijera
Profesionalni sudac postaje 1985. godine, dok 1993. postaje FIFA-in međunarodni sudac. Njegova prva međunarodna utakmmica odigrala se 1994. između SAD-a i Grčke.
Archundia je od važnijih natjecanja sudio na svjetskom klupskom prvenstvu 2005. finalnu utakmicu između Liverpoola i São Paula i na SP 2006. gdje je postao rekorder po broju suđenih utakmica na jednom SP-u. Sudit će i na SP 2010. u Južnoj Africi
Po zanimanju je odvjetnik i ekonomist.

## Vanjske poveznice
- FIFA profil  Arhivirana inačica izvorne stranice od 13. travnja 2006. (Wayback Machine)